# Dresden Bischofsplatz (železniční zastávka)
Dresden Bischofsplatz je stanice systému S-Bahn Dresden na železniční trati Lipsko–Drážďany v drážďanském Novém městě. Obsluhuje ji linka S1. Provoz byl zahájen 18. března 2016 v rámci výstavby tratě na čtyři koleje. Od té doby mají vlaky příměstské železnice (S-Bahn) mezi Coswigem a Pirnou svou vlastní trať.
Stanice, která je vybavena jedním nástupištěm s dvěma hranami, je umístěná na viaduktu nad stejnojmenným náměstím Bischofsplatz (Biskupovo náměstí). Mimo to je tato železniční zastávka výtahem bezbariérově přístupná.
V červnu 2016 nastupovalo na stanici Bischofsplatz 1500 cestujících denně.
Na ulici Bischofsweg pod stanicí se nachází tramvajová zastávka linky 13.

## Galerie

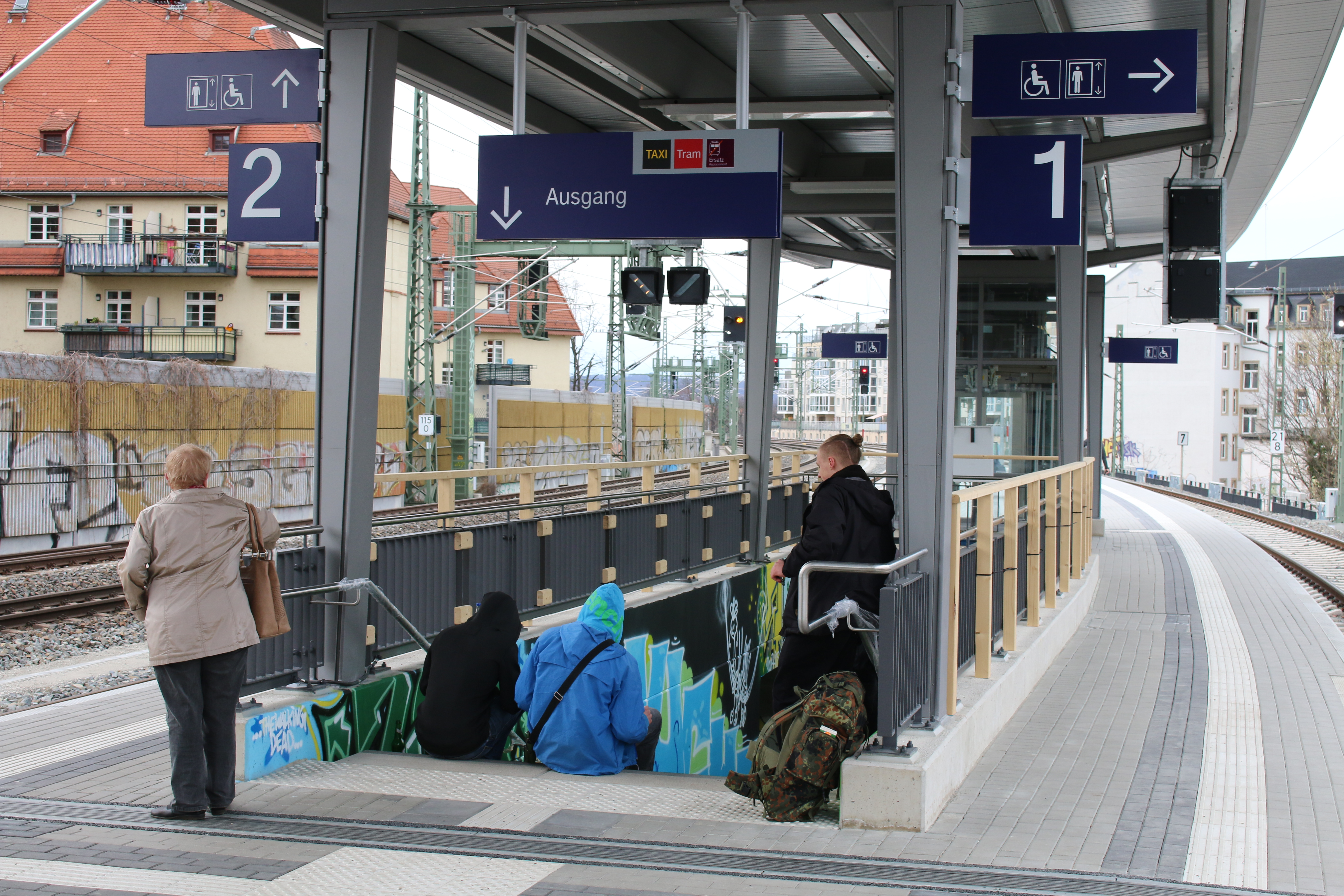
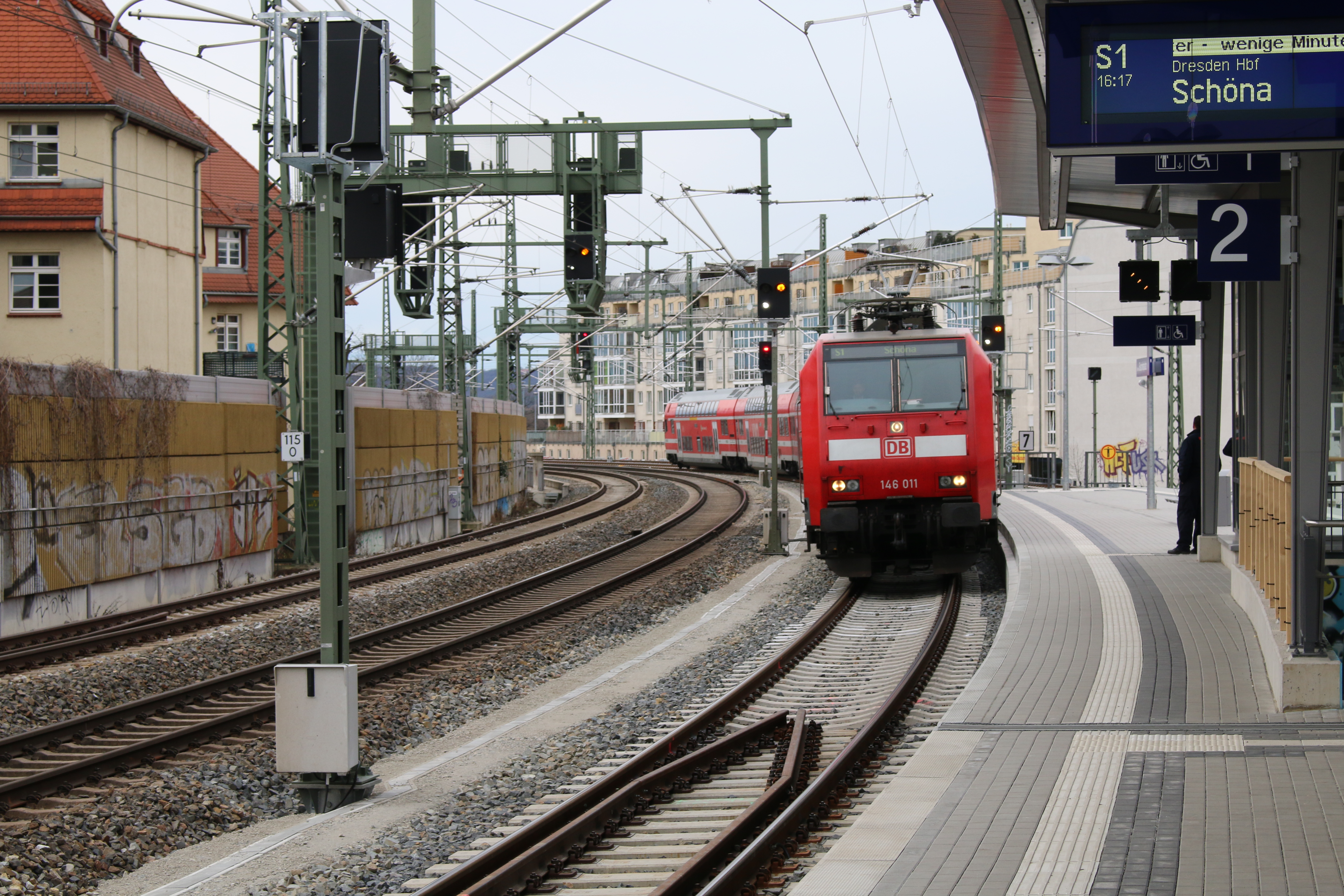
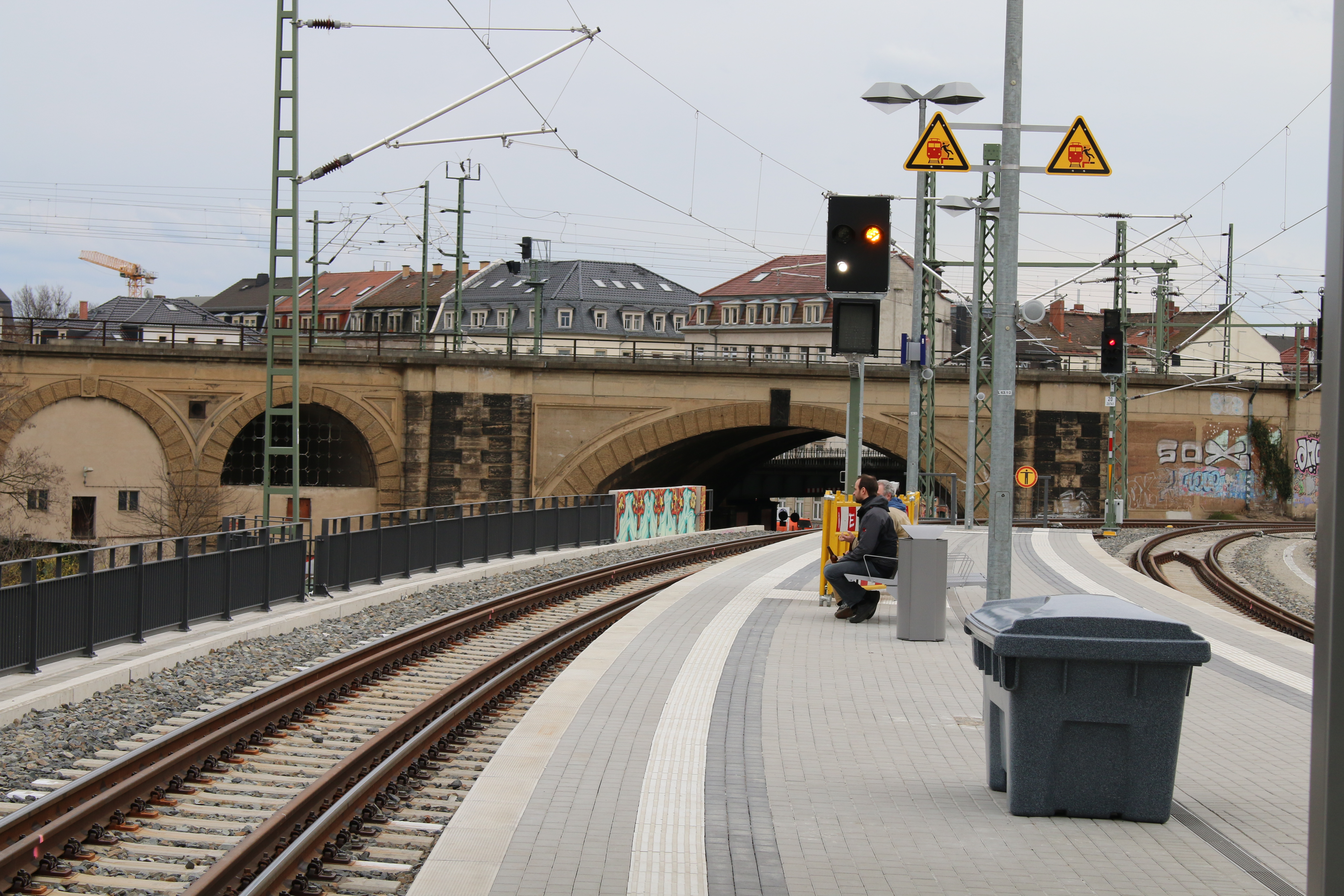